# Liste de stades de football en Colombie
Ceci est une liste des stades de football de Colombie, classés par capacité. Tous les stades d'une capacité de 20 000 spectateurs ou plus sont inclus.

## Liste
| #  | Stade                                | Capacité | Ville             | Équipe résidente                                                                           |
| -- | ------------------------------------ | -------- | ----------------- | ------------------------------------------------------------------------------------------ |
| 1  | Stade Metropolitano Roberto Meléndez | 60 000   | Barranquilla      | Équipe de Colombie de football, Corporación Popular Deportiva Junior                       |
| 2  | Stade Deportivo Cali                 | 55 000   | Cali              | Asociación Deportivo Cali                                                                  |
| 3  | Stade Nemesio Camacho El Campín      | 48 600   | Bogota            | Club Deportivo Los Millonarios, Santa Fe Corporación Deportiva                             |
| 4  | Estadio Olímpico Pascual Guerrero    | 45 625   | Cali              | Corporación Deportiva América Cali                                                         |
| 5  | Stade Atanasio-Girardot              | 44 739   | Medellín          | Corporación Deportiva Club Atlético Nacional, Corporación Deportiva Independiente Medellín |
| 6  | Stade General Santander              | 42 901   | Cúcuta            | Cúcuta Deportivo                                                                           |
| 7  | Stade Palogrande                     | 36 553   | Manizales         | Corporación Deportiva Once Caldas                                                          |
| 8  | Stade Hernán Ramírez Villegas        | 30 313   | Pereira           | Corporación Social Deportiva y Cultural de Pereira                                         |
| 9  | Stade Manuel Murillo Toro            | 30 000   | Ibagué            | Corporación Club Deportes Tolima                                                           |
| 10 | Stade Centenario                     | 29 000   | Armenia           | Corporación Deportes Quindío                                                               |
| 11 | Stade Departamental Libertad         | 25 000   | San Juan de Pasto | Asociación Deportivo Pasto                                                                 |
| 11 | Stade Alfonso López                  | 25 000   | Bucaramanga       | Club Atlético Bucaramanga Corporación Deportiva                                            |
| 13 | Stade Eduardo-Santos                 | 23 000   | Santa Marta       | Asociación Deportiva Unión Magdalena                                                       |
| 14 | Stade Guillermo Plazas Alcid         | 22 000   | Neiva             | Club Deportivo Atlético Huila                                                              |
| 15 | Stade Romelio Martínez               | 20 000   | Barranquilla      | Barranquilla FC                                                                            |